# Attrezzatura per l'atletica leggera
Con attrezzatura per l'atletica leggera ci si riferisce a quel complesso di dispositivi che sono necessari per lo svolgimento delle diverse discipline che compongono questo sport.

## Corse

### Corse di velocità
Per le corse di velocità (dai 100 ai 400 metri piani) vengono utilizzati i blocchi di partenza.

### Corse con gli ostacoli
Per tutte le corse con gli ostacoli (ad eccezione di quelle con le siepi) vengono utilizzati i blocchi di partenza e, appunto, gli ostacoli, i quali sono di varie altezze (e disposti a varie distanze) a seconda della distanza da percorrere durante la gara. Esistono differenze anche tra gli ostacoli usati dagli uomini e quelli delle donne.
| Gara               | Altezza degli ostacoli | Distanza fra la partenza e il primo ostacolo | Distanza fra gli ostacoli | Distanza fra l'ultimo ostacolo e l'arrivo |
| ------------------ | ---------------------- | -------------------------------------------- | ------------------------- | ----------------------------------------- |
| Uomini             |                        |                                              |                           |                                           |
| 110 metri ostacoli | 106,7 cm               | 13,72 m                                      | 9,14 m                    | 14,02 m                                   |
| 400 metri ostacoli | 91,4 cm                | 45,00 m                                      | 35,00 m                   | 40,00 m                                   |
| Donne              |                        |                                              |                           |                                           |
| 100 metri ostacoli | 83,8 cm                | 13,00 m                                      | 8,50 m                    | 10,50 m                                   |
| 400 metri ostacoli | 76,2 cm                | 45,00 m                                      | 35,00 m                   | 40,00 m                                   |

Gli ostacoli devono essere realizzati in metallo, con la sbarra superiore in legno o altro materiale idoneo e devono avere due basi (rivolte verso la linea di partenza, in modo tale che possano cadere in avanti se urtati dall'atleta) e due ritti che sostengono un telaio rettangolare. L'ostacolo deve essere costruito in modo tale che per abbatterlo sia necessaria una forza di almeno 3,6 kg applicata al centro del bordo superiore della parte in legno. Le due basi devono avere quindi dei contrappesi regolabili (facendoli scorrere lungo le due basi) in modo che ad ogni altezza sia necessaria una forza compresa tra 3,6 e 4 kg per abbattere l'ostacolo.
La larghezza massima di un ostacolo è di 1,20 metri, in modo da poter stare all'interno di una corsia (larga 1,22 metri). La lunghezza massima di ciascuna base deve essere, invece, di 70 centimetri.
La sbarra superiore in legno deve essere larga 7 centimetri e spessa tra 1 e 2,5 centimetri. Inoltre, deve essere pitturata a strisce bianche e nere (o altri colori contrastati) e ben fissata ai ritti che la sostengono alle due estremità.
Invece, per quanto riguarda le gare con le siepi, si utilizzano 5 ostacoli (uno dei quali costituito dalla riviera) che verranno superati dagli atleti ad ogni giro di pista. Questi ostacoli devono avere una larghezza di 3,96 m (occupando così 3 corsie) e alti 91,4 cm per gli uomini e 76,2 cm per le donne.

### Staffette

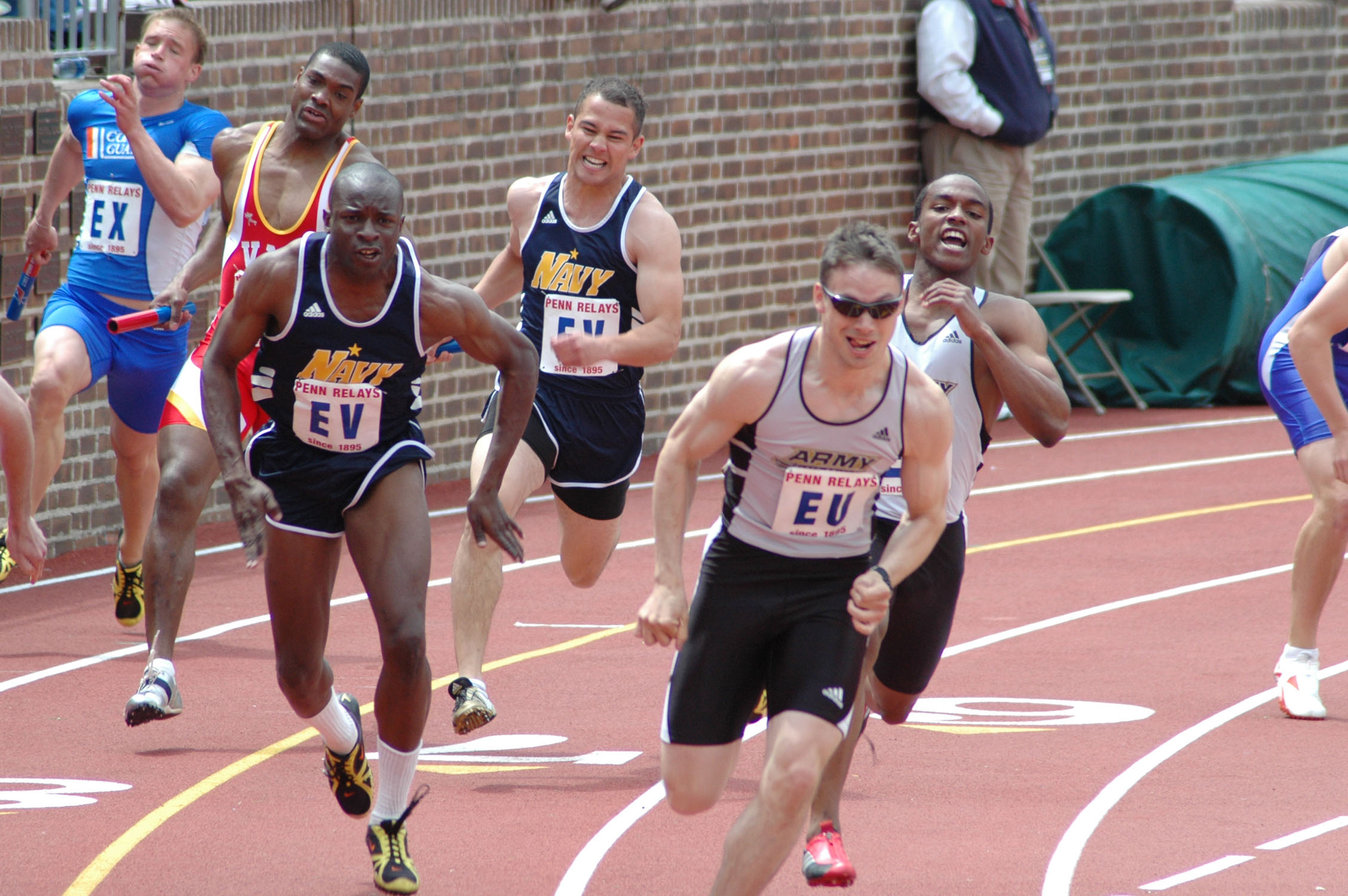
La fase di un cambio in una staffetta 4×100 metri.

Le attrezzature per le staffette sono le stesse delle gare di corsa piana (ossia senza ostacoli), con l'unica aggiunta di un testimone. Questo deve essere un corpo cilindrico cavo e dalla superficie liscia, in legno, metallo o qualsiasi materiale rigido, la cui larghezza deve essere compresa tra i 28 e i 30 centimetri. Il testimone non deve pesare meno di 50 grammi e deve essere colorato in modo da essere ben visibile durante la corsa sia dagli atleti che dai giudici di gara.

### Corse per atleti con disabilità
Gli atleti con disabilità possono partecipare a competizioni secondo le regole della World Para Athletics. Nelle gare di corsa possono partecipare utilizzando, a seconda della disabilità e della conseguente classe funzionale assegnata loro, diverse attrezzature.
Gli atleti deambulanti con amputazioni possono utilizzare apposite protesi da corsa (utilizzabili anche nelle gare di salti); gli atleti non deambulanti utilizzano invece una carrozzina da corsa; infine, gli atleti con danni cerebrali o altre patologie che rendono difficile il mantenimento dell'equilibrio in corsa, ma che hanno almeno un arto inferiore funzionale, possono competere utilizzando il race runner.

## Salti in elevazione

### Salto in alto

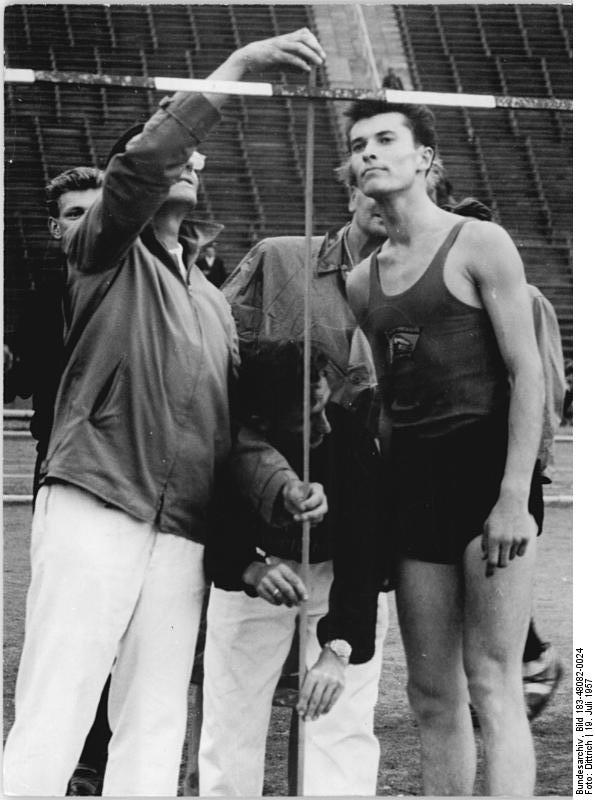
Un giudice misura l'altezza dell'asticella del salto in alto

L'attrezzatura per il salto in alto è costituita, essenzialmente, da un materasso (zona di caduta) e da due ritti verticali posti a sostegno dell'asticella, la quale dovrà essere superata dall'atleta.
L'asticella deve essere in fibra vetrosa, metallo, o altro materiale adatto, nonché avere una sezione circolare con diametro di 30 mm (salvo alle estremità, dove è quadrata per facilitarne l'appoggio sui sostegni dei ritti). Deve essere lunga tra i 3,98 m e i 4,02 m, e può pesare, al massimo, 2 kg.
I supporti per l'asticella, posti sui ritti, devono essere piani, rettangolari e lisci e fissati saldamente ai ritti. Devono inoltre poter scorrere sui ritti stessi, in modo da poter aumentare, ai vari turni di salto, l'altezza dell'asticella durante la gara.
Tra l'estremità dell'asticella e la parte verticale del ritto, deve esserci uno spazio di almeno 10 mm, in modo da non ostacolare la caduta dell'asticella stessa in caso di tocco da parte dell'atleta.
La zona di caduta deve essere larga circa 5 m e lunga circa 3 m. Deve inoltre essere dotata di due spazi dove possano essere posizionati i due ritti.

### Salto con l'asta
Le attrezzature per il salto con l'asta sono simili a quelle del salto in alto ma con alcune sostanziali differenze. Oltre al materasso, ai ritti e all'asticella, infatti, c'è anche l'asta tenuta dall'atleta.
I ritti, che devono poter scorrere sul terreno parallelamente al materasso di caduta, sono più alti di quelli del salto in alto (possono superare i 6,5 m) e devono essere ricoperti, alla base, di gomma piuma o materiale simile in modo da evitare che eventuali urti in seguito alla caduta dell'atleta possano provocare danni all'atleta stesso. Ai ritti devono essere fissati i supporti per l'asticella che devono avere un diametro non superiore a 13 mm e non devono sporgere per più di 75 cm dai ritti, i quali devono prolungarsi per 35 – 40 cm al di sopra dei supporti.
L'asticella deve essere in fibra vetrosa, metallo o altro materiale adatto, nonché di sezione circolare (con un diametro di 30 mm) ad eccezione delle due estremità, le quali devono essere lisce e avere sezione quadrata. L'asticella deve essere lunga 4,5 m e deve pesare 2,25 kg.
Il materasso, ovvero la zona di caduta, deve misurare almeno 5 m × 5 m. I suoi fianchi sono posti a 10 – 15 cm dalla cassetta d'imbucata e devono avere un'inclinazione laterale opposta alla cassetta con un angolo di circa 30°.
Ogni atleta ha a disposizione la propria asta (o le proprie aste) che possono essere differenti in peso, lunghezza e flessibilità. Gli atleti, inoltre, sono autorizzarti a spalmarsi sulle mani (o sull'asta) qualsiasi tipo di sostanza che possa far ottenere una miglior presa.

## Lanci

### Lancio del disco
Il lancio del disco necessita della cosiddetta gabbia di lancio, la quale racchiude la pedana ed è realizzata con pali verticali in metallo che sostengono una rete di protezione, aperta solo verso il settore di lancio.

### Lancio del martello
Le gare di lancio del martello necessitano di una gabbia di protezione a forma di U che circondi la pedana. Anche questa gabbia è aperta solo verso il settore di lancio.

### Lancio del giavellotto

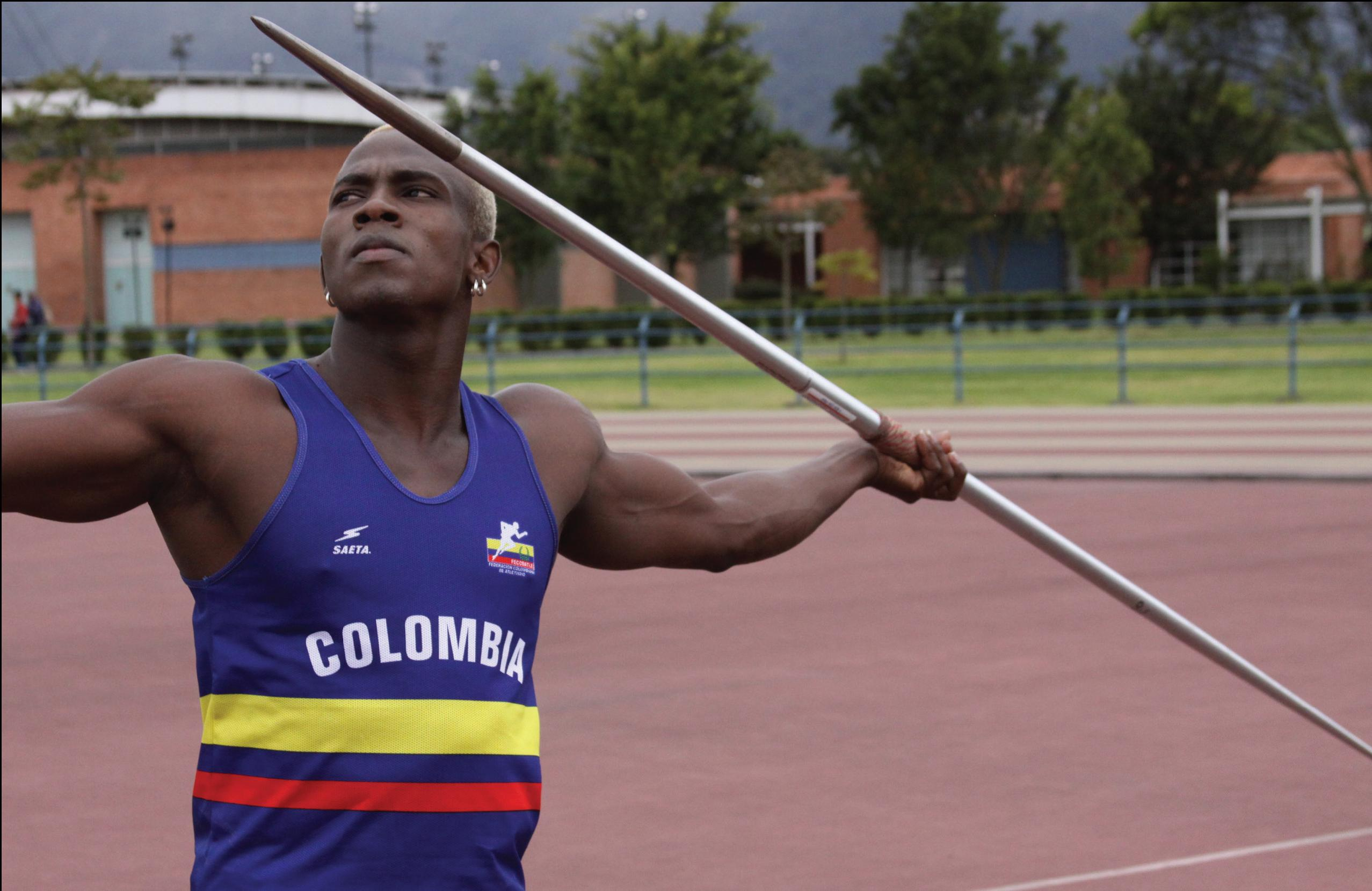
Un atleta nella fase di caricamento del giavellotto prima del lancio

Nel lancio del giavellotto, l'unica attrezzatura utilizzata è il giavellotto stesso. Esso è costituito da tre parti: una testa, un fusto e un'impugnatura di corda. Il fusto è realizzato interamente in metallo (solitamente alluminio o acciaio, a volte è in fibra di carbonio) e a un capo deve avere fissata una testa metallica terminante in una punta acuminata. L'impugnatura dell'attrezzo è posta esattamente nel centro di gravità del giavellotto; è realizzata in corda (con uno spessore di massimo 4 mm, solitamente in cotone) e gira intorno al fusto metallico. Non sono ammesse, per l'impugnatura, cinghie, tacche o dentellature di qualsiasi natura.
|                                                                    | Caratteristiche |        | Uomini | Donne |
| ------------------------------------------------------------------ | --------------- | ------ | ------ | ----- |
| Peso minimo                                                        |                 | 800 g  | 600 g  |       |
| Lunghezza completa                                                 | min             | 260 cm | 220 cm |       |
| Lunghezza completa                                                 | max             | 270 cm | 230 cm |       |
| Lunghezza della testa metallica                                    | min             | 25 cm  | 25 cm  |       |
| Lunghezza della testa metallica                                    | max             | 33 cm  | 33 cm  |       |
| Distanza fra la punta della testa metallica e il centro di gravità | min             | 90 cm  | 80 cm  |       |
| Distanza fra la punta della testa metallica e il centro di gravità | max             | 106 cm | 92 cm  |       |
| Diametro della sezione maggiore del fusto                          | min             | 25 mm  | 20 mm  |       |
| Diametro della sezione maggiore del fusto                          | max             | 30 mm  | 25 mm  |       |
| Lunghezza dell'impugnatura a 6 mm dal bordo                        | min             | 15 cm  | 14 cm  |       |
| Lunghezza dell'impugnatura a 6 mm dal bordo                        | max             | 16 cm  | 15 cm  |       |

### Lancio del vortex
Nelle categorie giovanili, al posto del giavellotto viene utilizzato il vortex come attrezzo propedeutico per l'apprendimento del lancio del giavellotto.

### Lanci per atleti con disabilità
Nell'atletica leggera paralimpica, alcune categorie di atleti non deambulanti possono utilizzare una sedia di lancio per l'esecuzione del gesto atletico. Questo strumento viene utilizzato per il getto del peso, il lancio del disco, il lancio del giavellotto e il lancio della clava.